# 南千里駅

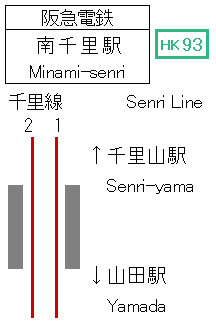
配線図

南千里駅（みなみせんりえき）は、大阪府吹田市津雲台一丁目にある、阪急電鉄千里線の駅。駅番号はHK-93。

## 歴史
千里ニュータウンの津雲台団地への入居開始に先立つ1963年（昭和38年）、団地の南側に開業した駅である。開業以降、駅周辺はニュータウンの開発が著しく、駅の利用客は開業からの3年間で5倍近く増加した。

### 年表
- 1963年（昭和38年）8月29日：千里山線の千里山駅 - 当駅間延伸と同時に、新千里山駅（しんせんりやまえき）として開業[3]。
- 1967年（昭和42年）3月1日：北千里駅までの延伸開業に伴い、南千里駅に改称。同日に千里山線は千里線と改称[3]。
- 1973年（昭和48年）9月15日：自動改札機を設置し、供用開始[4]。
- 2013年（平成25年）12月21日：駅ナンバリングが導入され、使用を開始[5][6]。

## 駅構造
相対式ホーム2面2線を有する3階建ての高架駅。分岐器や絶対信号機を持たないため、停留所に分類される。改札口は2階にあり、北側1箇所のみ。トイレは改札内にある。
新千里山駅として開業した当時は、島式ホーム1面2線構造で、現行の下りホームを使用していた。上り線は敷設されていたが、ホームは設置されていなかった。ホーム下に改札と阪急オアシスなどの店舗があった。当時の様子は、吉永小百合主演の映画『青春のお通り』の最初の場面で見ることができる。
1967年（昭和42年）3月に北千里駅まで延長され、上りホームが設置された。1970年（昭和45年）3月、改札を駅北側に移設し、阪急オアシスは駅北東の阪急百貨店千里寮の下に移転した。その後、駅下は旧改札跡、阪急オアシス跡が残っていたが、1976年（昭和51年）4月、駅下を改装して園芸店「クリエテ阪急」が入居した。クリエテ阪急は2013年7月31日で閉店し、跡地には2015年秋に「クリニックモール南千里」とスギ薬局南千里駅前店がオープンした。
下りホーム東側にあった3号線は15m級車両4両分ほどの有効長しかなく、北千里延長後は使用されなくなったが、1980年代前半までは線路・架線はそのまま残されていた。その後も旧駅舎とされる建物が旧3号線ホームの梅田側に残されている。元々は当駅から千里中央付近を経由し箕面線桜井駅方面へ向かう予定（現在なお未実現）のため2面4線の駅として設計されており、駅出口付近には拡張が可能なように基礎などが残されている。
かつては駅の南側手前200m程の地点に当駅折り返し運転のための渡り線や、保線機器を留置するための側線があった。渡り線は1980年代前半に台風で北千里駅 - 山田駅間の路盤が崩壊して不通となった際に当駅での折り返し運転に使用された。渡り線・側線とも1980年代後半には撤去され，淡路方面行ホームが拡幅された。

### のりば
| 号線 | 路線    | 方向 | 行先                                                     |
| ---- | ------- | ---- | -------------------------------------------------------- |
| 1    | ■千里線 | 上り | 山田・北千里方面                                         |
| 2    | ■千里線 | 下り | 大阪梅田・淡路・天下茶屋・京都河原町・神戸三宮・宝塚方面 |

※旧3号線廃止以降、構内においてのりば番号による案内は使われなくなった。ただし、スマートフォン向けアプリ「阪急沿線ナビ TOKKアプリ」の発車案内機能では、現在も北千里方面が1号線、淡路・天下茶屋方面が2号線とされている。

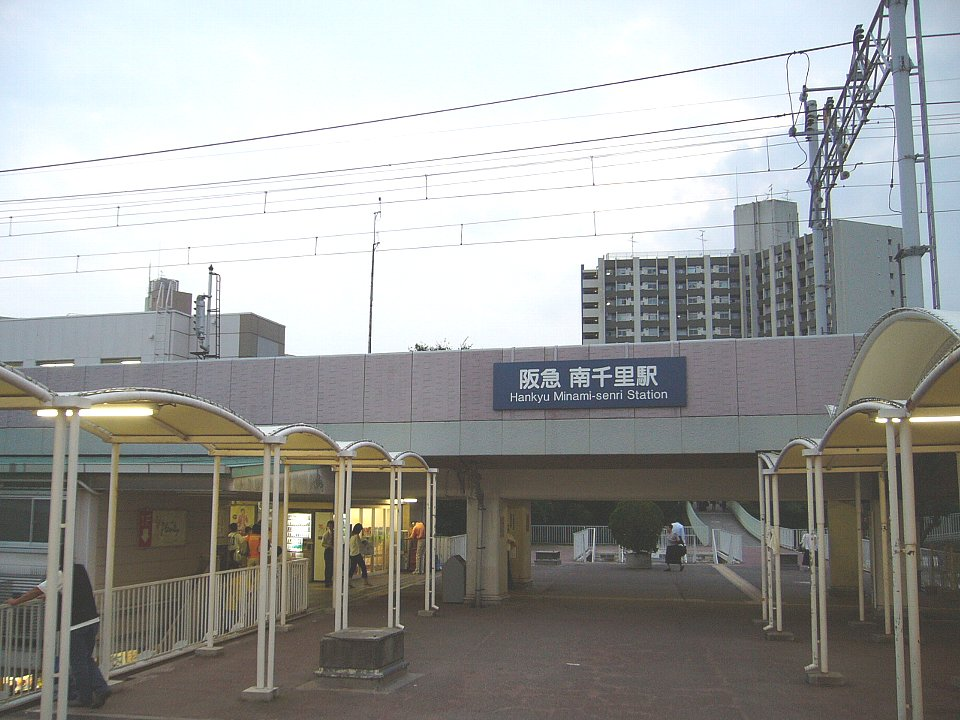
左手が駅舎（2006年7月、右奥の歩道は竹見台方面に直接通じる）
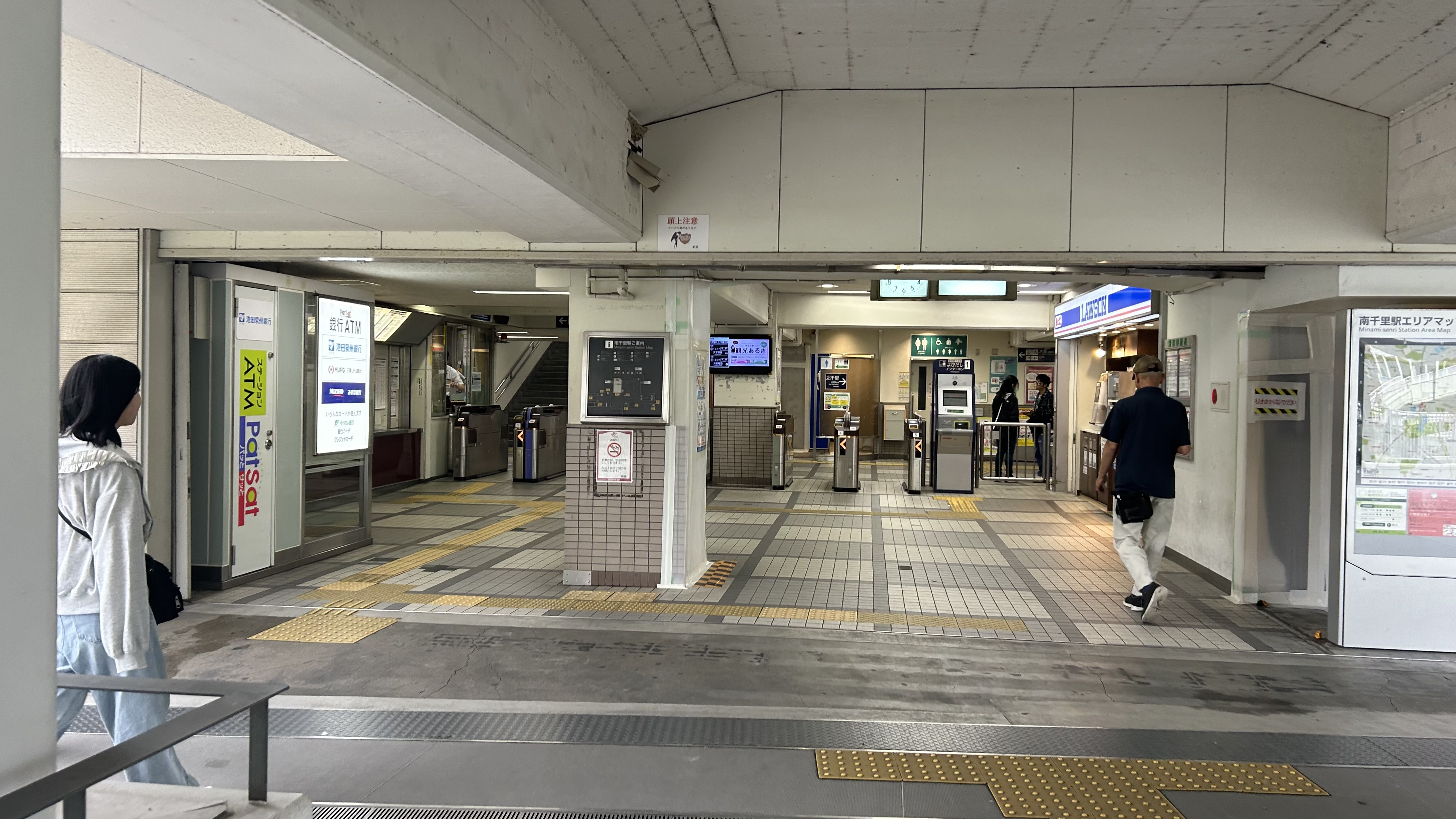
出入口（2025年5月）
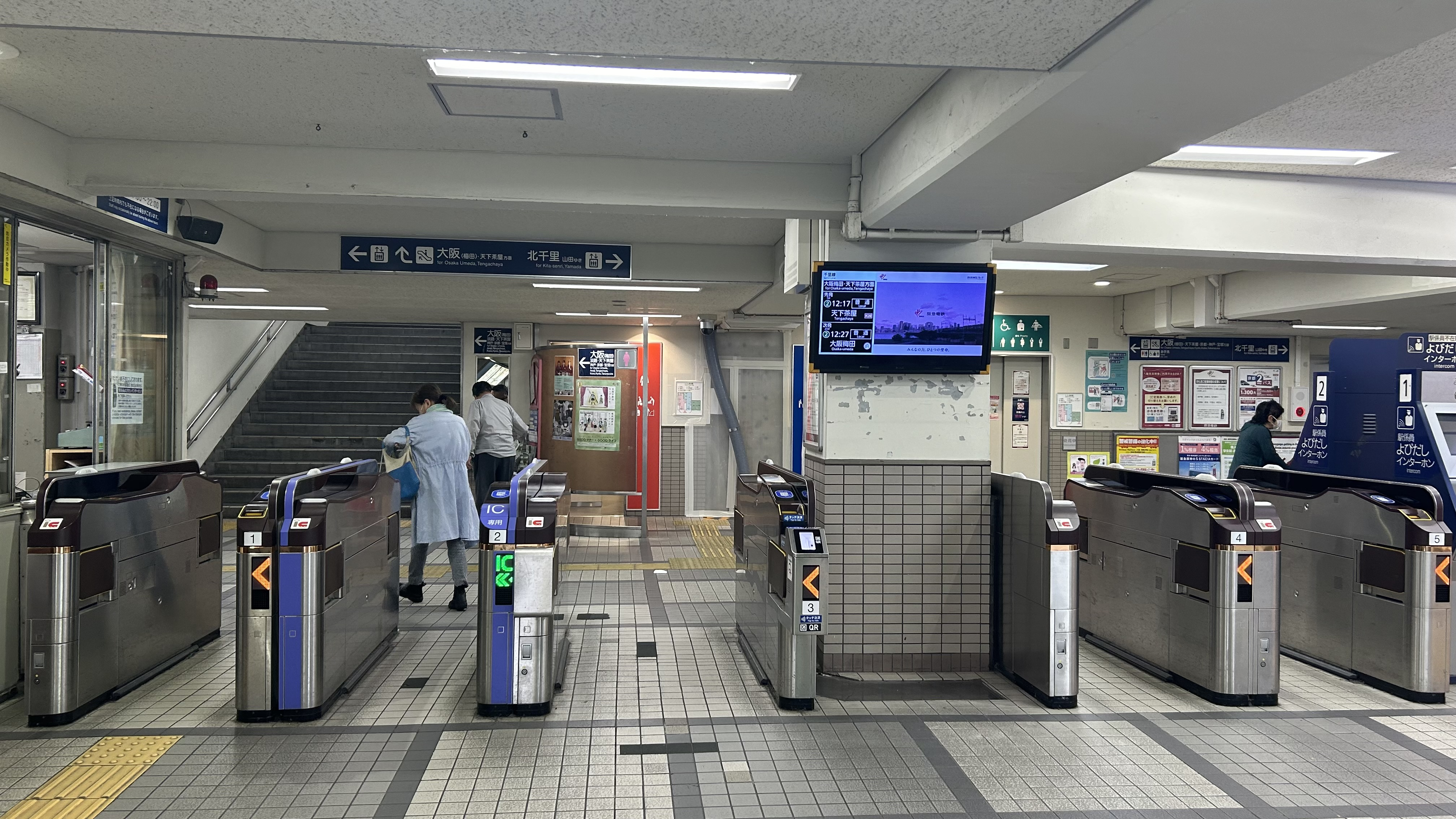
改札口（2025年5月）
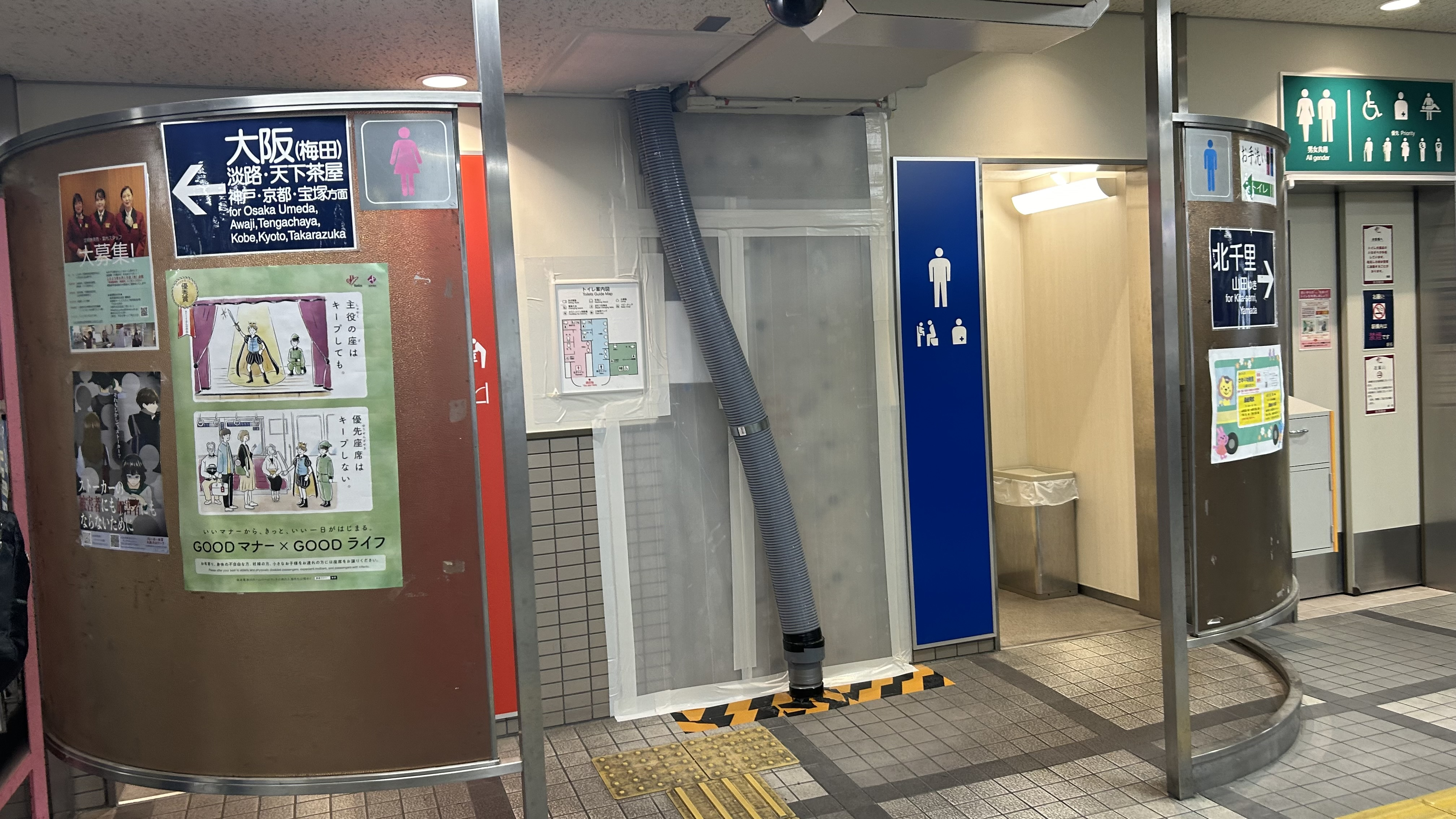
トイレ
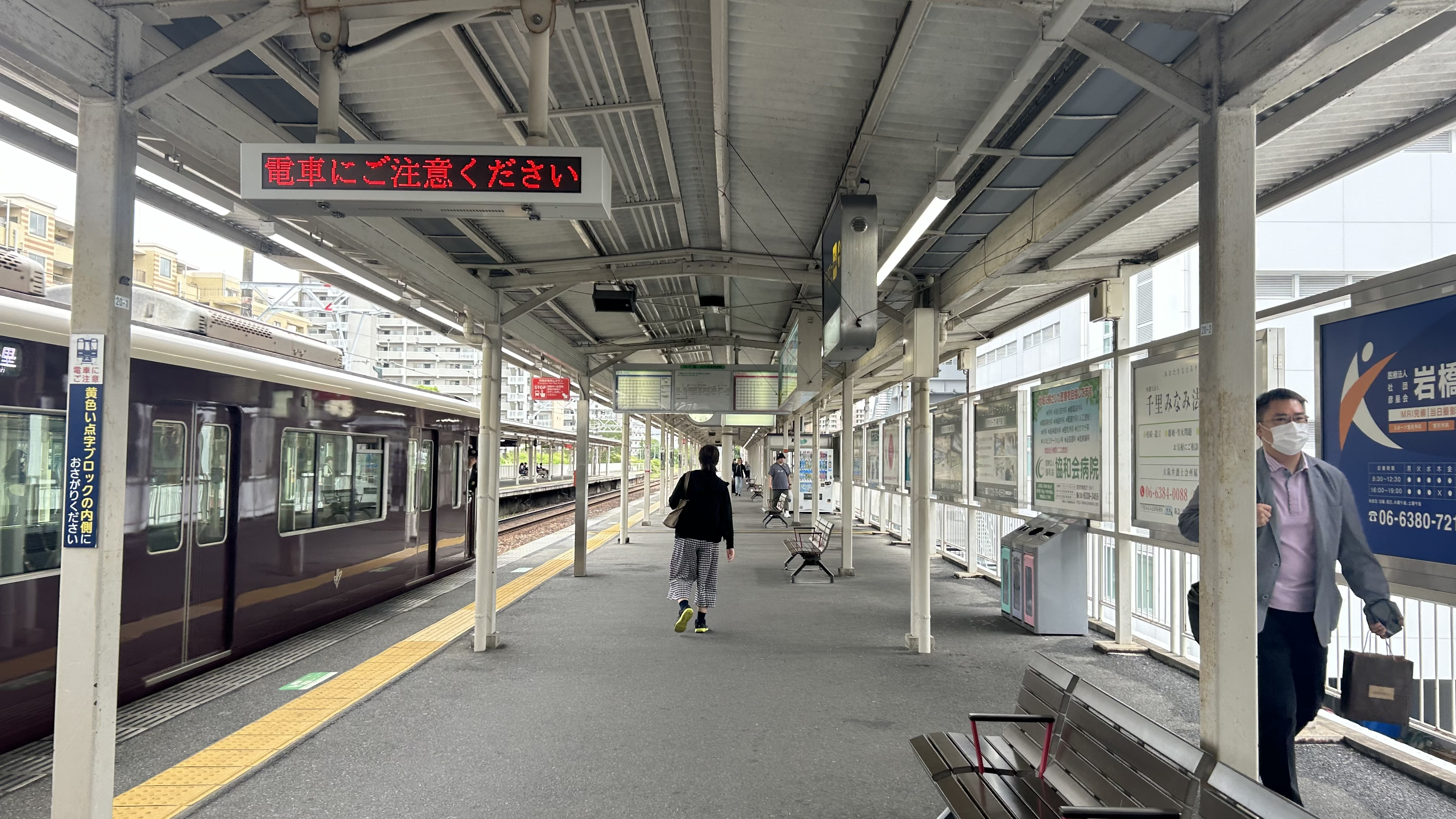
北千里方面ホーム（2025年5月）
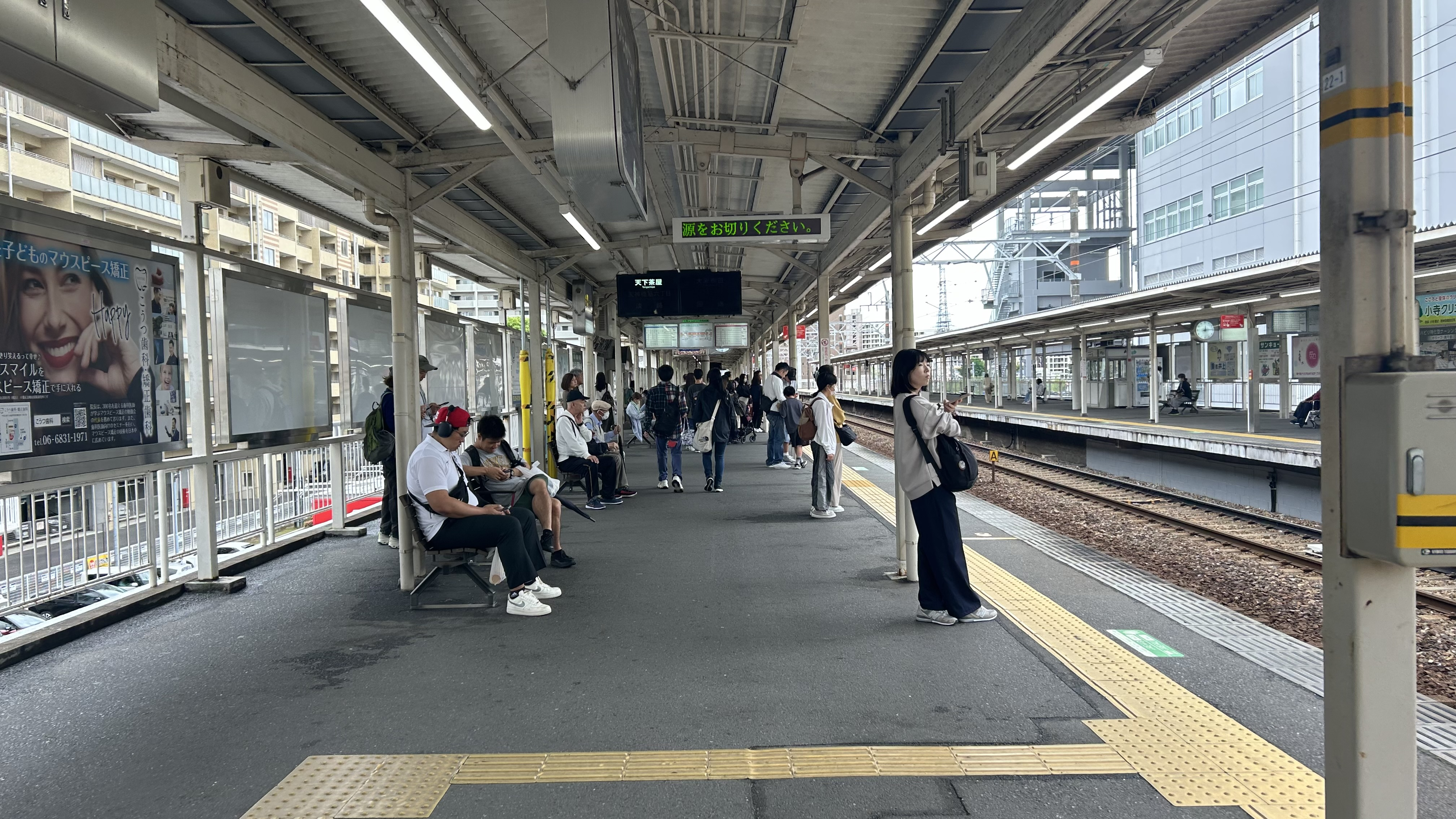
淡路方面ホーム（2025年5月）
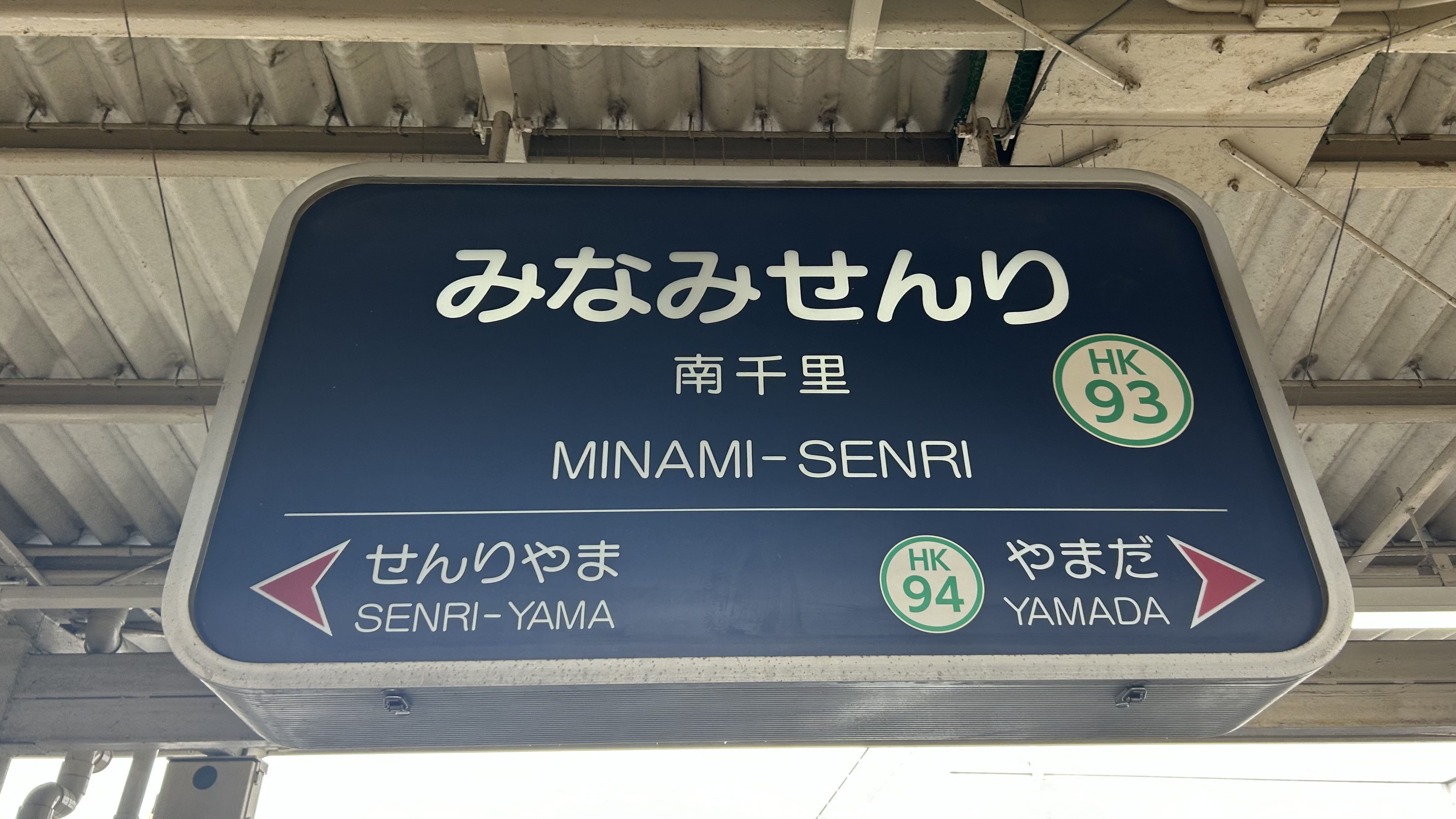
駅名標

## 利用状況
2024年（令和6年）の通年平均乗降人員は18,541人である。阪急電鉄全体では第42位（41位＝門戸厄神駅、43位＝神崎川駅）。

### 年次別利用状況
各年次の乗降人員の推移は下表の通り。2015年までは平日限定、2016年以降は通年平均となっている。
| /        | 年次               | 乗車人員 | 降車人員 | 乗降人員 | 順位 | 出典        |
| -------- | ------------------ | -------- | -------- | -------- | ---- | ----------- |
| 平日限定 | 2007年（平成19年） | 10,523   | 10,596   | 21,119   | 42位 | [ 阪急 2 ]  |
| 平日限定 | 2008年（平成20年） | 10,527   | 10,575   | 21,102   | 42位 | [ 阪急 3 ]  |
| 平日限定 | 2009年（平成21年） | 10,294   | 10,364   | 20,658   | 43位 | [ 阪急 4 ]  |
| 平日限定 | 2010年（平成22年） | 10,506   | 10,537   | 21,043   | 42位 | [ 阪急 5 ]  |
| 平日限定 | 2011年（平成23年） | 10,563   | 10,621   | 21,184   | 42位 | [ 阪急 6 ]  |
| 平日限定 | 2012年（平成24年） | 10,969   | 11,038   | 22,007   | 41位 | [ 阪急 7 ]  |
| 平日限定 | 2013年（平成25年） | 11,442   | 11,478   | 22,920   | 41位 | [ 阪急 8 ]  |
| 平日限定 | 2014年（平成26年） | 11,522   | 11,543   | 23,065   | 41位 | [ 阪急 9 ]  |
| 平日限定 | 2015年（平成27年） | 11,593   | 11,647   | 23,240   | 41位 | [ 阪急 10 ] |
| 通年平均 | 2016年（平成28年） | 10,182   | 10,265   | 20,447   | 41位 | [ 阪急 11 ] |
| 通年平均 | 2017年（平成29年） | -        | -        | 20,544   | 41位 | [ 阪急 12 ] |
| 通年平均 | 2018年（平成30年） | -        | -        | 20,306   | 41位 | [ 阪急 13 ] |
| 通年平均 | 2019年（令和元年） | -        | -        | 20,610   | 41位 | [ 阪急 14 ] |
| 通年平均 | 2020年（令和02年） | -        | -        | 15,868   | 39位 | [ 阪急 15 ] |
| 通年平均 | 2021年（令和03年） | -        | -        | 16,141   | 41位 | [ 阪急 16 ] |
| 通年平均 | 2022年（令和04年） | -        | -        | 17,381   | 42位 | [ 阪急 17 ] |
| 通年平均 | 2023年（令和05年） | -        | -        | 18,369   | 42位 | [ 阪急 18 ] |
| 通年平均 | 2024年（令和06年） | -        | -        | 18,541   | 42位 | [ 阪急 1 ]  |

### 年度別利用状況
各年度の利用状況は下表の通り。特定日の数値は大阪府統計年鑑、年間の数値は吹田市統計書による。
| 年度               | 特定日   | 特定日   | 特定日   | 年間（単位：千人） | 年間（単位：千人） | 出典          | 出典          |
| 年度               | 乗車人員 | 降車人員 | 乗降人員 | 乗車人員           | 降車人員           | 大阪府        | 吹田市        |
| ------------------ | -------- | -------- | -------- | ------------------ | ------------------ | ------------- | ------------- |
| 1966年（昭和41年） | 21,583   | -        | -        | -                  | -                  | [ 大阪府 1 ]  | -             |
| 1967年（昭和42年） | 13,068   | -        | -        | -                  | -                  | [ 大阪府 2 ]  | -             |
| 1968年（昭和43年） | 15,324   | -        | -        | -                  | -                  | [ 大阪府 3 ]  | -             |
| 1969年（昭和44年） | 17,846   | -        | -        | -                  | -                  | [ 大阪府 4 ]  | -             |
| 1970年（昭和45年） | 14,041   | -        | -        | -                  | -                  | [ 大阪府 5 ]  | -             |
| 1971年（昭和46年） | 14,140   | -        | -        | -                  | -                  | [ 大阪府 6 ]  | -             |
| 1972年（昭和47年） | 13,823   | -        | -        | -                  | -                  | [ 大阪府 7 ]  | -             |
| 1973年（昭和48年） | 13,906   | -        | -        | -                  | -                  | [ 大阪府 8 ]  | -             |
| 1974年（昭和49年） | 13,671   | -        | -        | -                  | -                  | [ 大阪府 9 ]  | -             |
| 1975年（昭和50年） | 13,807   | -        | -        | -                  | -                  | [ 大阪府 10 ] | -             |
| 1976年（昭和51年） | 14,523   | -        | -        | -                  | -                  | [ 大阪府 11 ] | -             |
| 1977年（昭和52年） | 14,699   | -        | -        | -                  | -                  | [ 大阪府 12 ] | -             |
| 1978年（昭和53年） | 14,390   | -        | -        | -                  | -                  | [ 大阪府 13 ] | -             |
| 1979年（昭和54年） | 14,765   | -        | -        | -                  | -                  | [ 大阪府 14 ] | -             |
| 1980年（昭和55年） | 14,932   | -        | -        | -                  | -                  | [ 大阪府 15 ] | -             |
| 1981年（昭和56年） | 15,257   | -        | -        | -                  | -                  | [ 大阪府 16 ] | -             |
| 1982年（昭和57年） | 15,414   | 15,761   | 31,175   | -                  | -                  | [ 大阪府 17 ] | -             |
| 1983年（昭和58年） | 14,892   | 16,475   | 31,367   | -                  | -                  | [ 大阪府 18 ] | -             |
| 1984年（昭和59年） | 15,011   | 15,959   | 30,970   | -                  | -                  | [ 大阪府 19 ] | -             |
| 1985年（昭和60年） | 15,111   | 15,044   | 30,155   | -                  | -                  | [ 大阪府 20 ] | -             |
| 1986年（昭和61年） | 15,250   | 16,363   | 31,613   | -                  | -                  | [ 大阪府 21 ] | -             |
| 1987年（昭和62年） | 16,088   | 16,303   | 32,391   | -                  | -                  | [ 大阪府 22 ] | -             |
| 1988年（昭和63年） | 15,500   | 15,441   | 30,941   | -                  | -                  | [ 大阪府 23 ] | -             |
| 1989年（平成元年） | -        | -        | -        | -                  | -                  | [ 大阪府 24 ] | -             |
| 1990年（平成02年） | 14,992   | 15,008   | 30,000   | -                  | -                  | [ 大阪府 25 ] | -             |
| 1991年（平成03年） | -        | -        | -        | -                  | -                  | [ 大阪府 26 ] | -             |
| 1992年（平成04年） | 13,821   | 13,435   | 27,256   | -                  | -                  | [ 大阪府 27 ] | -             |
| 1993年（平成05年） | -        | -        | -        | -                  | -                  | [ 大阪府 28 ] | -             |
| 1994年（平成06年） | -        | -        | -        | -                  | -                  | [ 大阪府 29 ] | -             |
| 1995年（平成07年） | 12,350   | 12,572   | 24,922   | -                  | -                  | [ 大阪府 30 ] | -             |
| 1996年（平成08年） | 12,327   | 13,031   | 25,358   | -                  | -                  | [ 大阪府 31 ] | -             |
| 1997年（平成09年） | 12,385   | 13,327   | 25,712   | -                  | -                  | [ 大阪府 32 ] | -             |
| 1998年（平成10年） | 11,710   | 12,840   | 24,550   | 4,781              | 5,132              | [ 大阪府 33 ] | [ 吹田市 1 ]  |
| 1999年（平成11年） | -        | -        | -        | 4,666              | 5,012              | [ 大阪府 34 ] | [ 吹田市 1 ]  |
| 2000年（平成12年） | 12,015   | 12,466   | 24,481   | 4,628              | 4,985              | [ 大阪府 35 ] | [ 吹田市 1 ]  |
| 2001年（平成13年） | 11,213   | 11,834   | 23,047   | 4,511              | 4,911              | [ 大阪府 36 ] | [ 吹田市 1 ]  |
| 2002年（平成14年） | 10,665   | 11,497   | 22,162   | 4,372              | 4,693              | [ 大阪府 37 ] | [ 吹田市 1 ]  |
| 2003年（平成15年） | 10,453   | 11,099   | 21,552   | 4,305              | 4,661              | [ 大阪府 38 ] | [ 吹田市 2 ]  |
| 2004年（平成16年） | 9,608    | 10,984   | 20,592   | 4,236              | 4,586              | [ 大阪府 39 ] | [ 吹田市 3 ]  |
| 2005年（平成17年） | 10,283   | 11,024   | 21,307   | 3,982              | 4,500              | [ 大阪府 40 ] | [ 吹田市 4 ]  |
| 2006年（平成18年） | 9,626    | 10,453   | 20,079   | 3,995              | 4,339              | [ 大阪府 41 ] | [ 吹田市 5 ]  |
| 2007年（平成19年） | 9,859    | 10,677   | 20,536   | 4,003              | 4,278              | [ 大阪府 42 ] | [ 吹田市 6 ]  |
| 2008年（平成20年） | 9,698    | 10,455   | 20,153   | 4,020              | 4,296              | [ 大阪府 43 ] | [ 吹田市 7 ]  |
| 2009年（平成21年） | 9,333    | 10,504   | 19,837   | 3,824              | 4,105              | [ 大阪府 44 ] | [ 吹田市 8 ]  |
| 2010年（平成22年） | 9,710    | 10,860   | 20,570   | 3,721              | 4,153              | [ 大阪府 45 ] | [ 吹田市 9 ]  |
| 2011年（平成23年） | 9,505    | 10,795   | 20,300   | 3,870              | 4,302              | [ 大阪府 46 ] | [ 吹田市 10 ] |
| 2012年（平成24年） | 10,039   | 11,432   | 21,471   | 3,835              | 4,283              | [ 大阪府 47 ] | [ 吹田市 11 ] |
| 2013年（平成25年） | 10,080   | 11,488   | 21,568   | 4,006              | 4,468              | [ 大阪府 48 ] | [ 吹田市 12 ] |
| 2014年（平成26年） | 10,439   | 11,827   | 22,266   | 4,149              | 4,604              | [ 大阪府 49 ] | [ 吹田市 13 ] |
| 2015年（平成27年） | 10,387   | 12,290   | 22,677   | 4,195              | 4,748              | [ 大阪府 50 ] | [ 吹田市 14 ] |
| 2016年（平成28年） | 10,177   | 11,679   | 21,856   | 4,220              | 4,845              | [ 大阪府 51 ] | [ 吹田市 15 ] |
| 2017年（平成29年） | 10,283   | 11,794   | 22,077   | 4,192              | 4,723              | [ 大阪府 52 ] | [ 吹田市 16 ] |
| 2018年（平成30年） | 9,892    | 11,626   | 21,518   | 4,189              | 4,692              | [ 大阪府 53 ] | [ 吹田市 17 ] |
| 2019年（令和元年） | 11,597   | 11,872   | 23,469   | 4,142              | 4,708              | [ 大阪府 54 ] | [ 吹田市 18 ] |
| 2020年（令和02年） | 9,987    | 10,106   | 20,093   | 3,097              | 3,586              | [ 大阪府 55 ] | [ 吹田市 19 ] |
| 2021年（令和03年） | 10,262   | 10,419   | 20,681   | 3,074              | 3,599              | [ 大阪府 56 ] | [ 吹田市 20 ] |
| 2022年（令和04年） | 10,411   | 10,747   | 21,158   | 3,348              | 4,009              | [ 大阪府 57 ] | [ 吹田市 21 ] |
| 2023年（令和05年） | 10,720   | 11,100   | 21,820   | 3,560              | 4,319              | [ 大阪府 58 ] | [ 吹田市 22 ] |

## 駅周辺

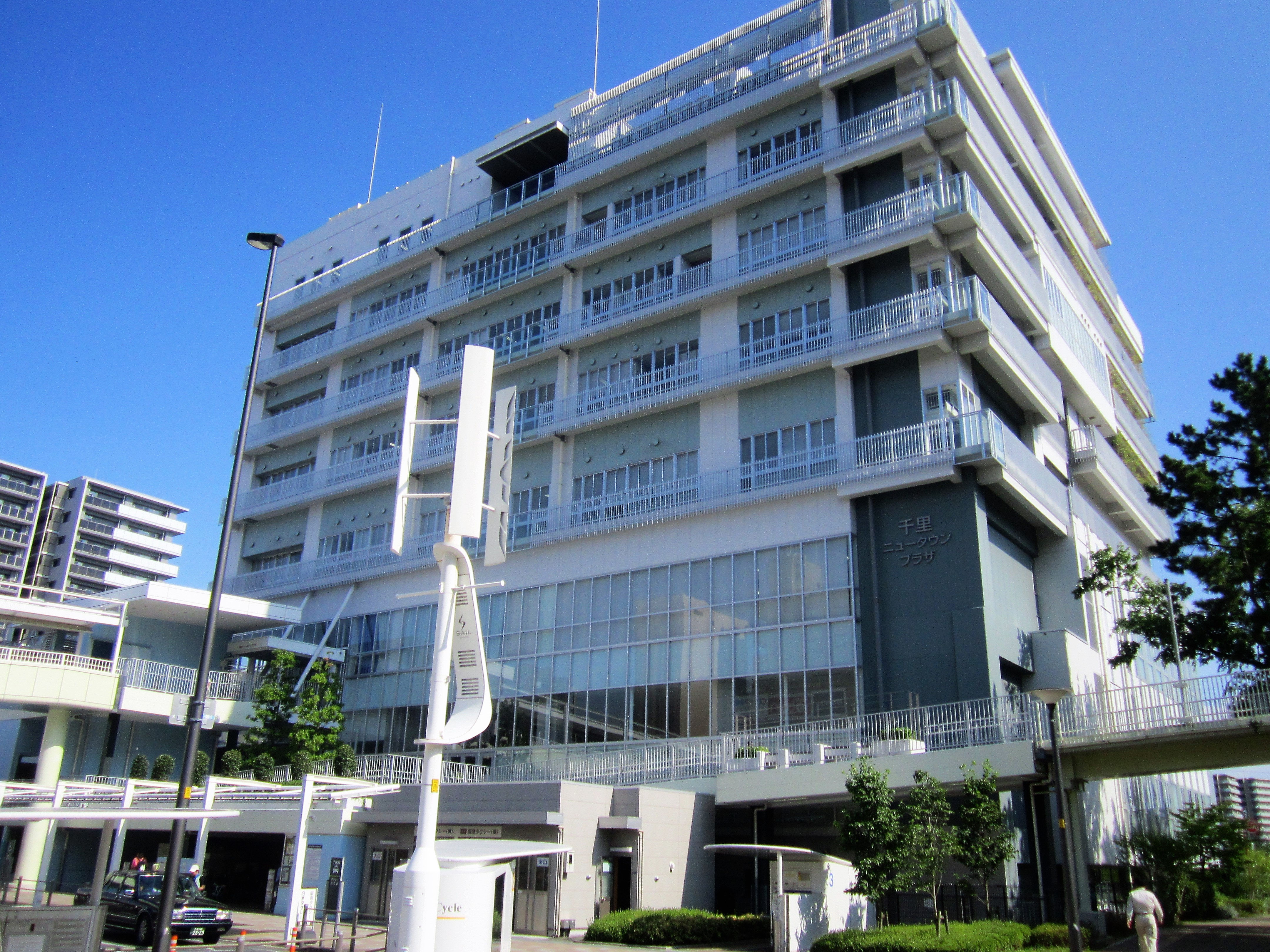
千里ニュータウンプラザ

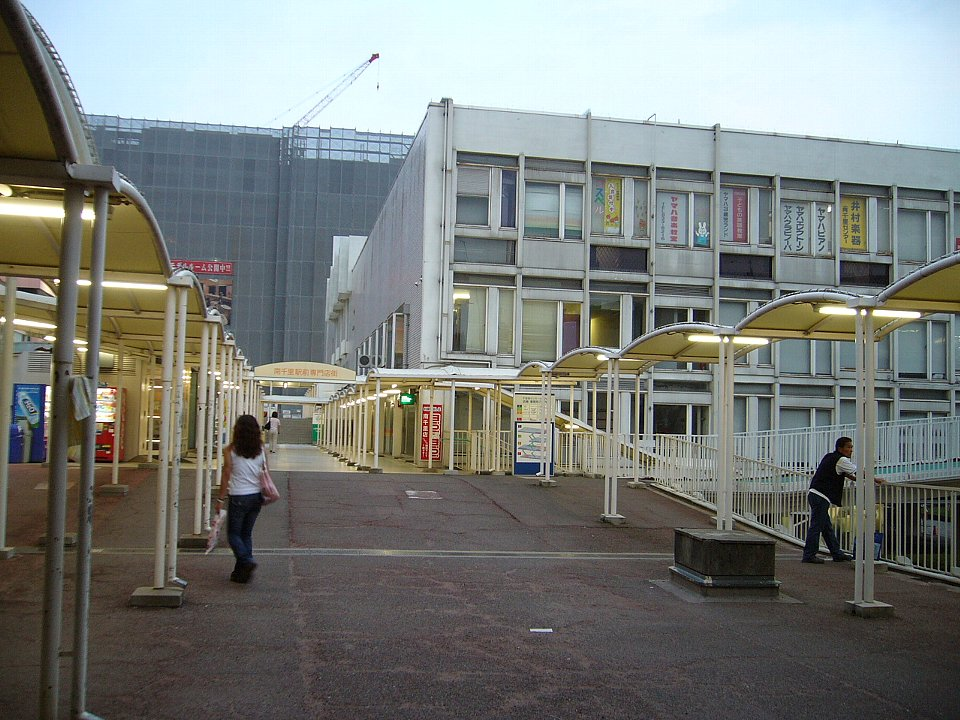
千里南センタービル（現存しない）

桃山台・竹見台・津雲台・高野台・佐竹台の中心。千里ニュータウンの最初の駅として、近接して千里南地区センター・吹田市役所分室が整備された。
当駅改札から東西南の住宅地へはそのまま歩道橋でつながっており、歩車分離が図られている。駅の西側を、大阪府道121号吹田箕面線が南北方向に走る。それと交差して大阪府道135号豊中摂津線が東西方向に走る。
- 千里ニュータウンプラザ - 2012年（平成24年）9月に供用開始。
  - 吹田市役所千里出張所
  - 吹田市立千里図書館
- トナリエ南千里 - もともと「南センター専門店街」にあった店舗に新たな店舗を加え、2004年（平成16年）12月に「ガーデンモール南千里」として開業したショッピングセンター。
  - 阪急オアシス 南千里店
- クリスタルホテル南千里
- 大阪府済生会千里病院
- 千里南公園
- 南千里駅前郵便局
- 吹田佐竹台郵便局
- 吹田高野台郵便局
- 吹田市立高野台小学校
- 北大阪急行電鉄桃山台駅 - 西へ約1キロメートル[3]。

## バス路線
駅北側に阪急バスの路線が乗り入れる。停留所名は「阪急南千里駅」。
ロータリー内に1〜3番のりばが、府道上に4〜6番のりばがある。
| のりば | 路線               | 担当 | 行先                                  | 備考                                                 |
| ------ | ------------------ | ---- | ------------------------------------- | ---------------------------------------------------- |
| 1      | 千里ニュータウン線 | 千里 | 61・65系統：千里中央                  | 桃山台駅経由                                         |
| 1      | 千里ニュータウン線 | 千里 | 69系統：千里中央/桃山台駅             | 桃山台駅止まりは土休日朝のみ                         |
| 2      | 千里ニュータウン線 | 千里 | 68系統：千里中央                      | 津雲台センター前経由                                 |
| 3      | 千里ニュータウン線 | 千里 | 61系統：千里営業所前                  | 1日4本のみ                                           |
| 3      | 千里ニュータウン線 | 千里 | 62系統：佐竹台・高野台（循環）        | 平日2本のみ                                          |
| 3      | 千里ニュータウン線 | 千里 | 65系統：津雲台七丁目                  |                                                      |
| 4      | 千里ニュータウン線 | 千里 | 68・69系統：佐竹台・高野台（循環）    |                                                      |
| 5      | 吹田市内線         | 吹田 | 2系統：JR吹田駅（北口/南口）          | 北口止まりの内平日最終2本・土休日最終は深夜バス      |
| 5      | 吹田市内線         | 吹田 | 3系統：JR吹田駅（南口）               | 昼間のみ。JR吹田駅（北口）には乗り入れない           |
| 5      | 吹田市内線         | 吹田 | 5系統：JR吹田駅（北口）               | 平日朝夕と土休日夕方のみ。佐竹台五丁目経由           |
| 5      | 吹田市内線         | 吹田 | 8系統：五月が丘・亥子谷（循環）       | 1日1本のみ                                           |
| 5      | 吹田市内線         | 吹田 | 9系統：亥子谷・五月が丘（循環）       | 平日夕方以降の3本のみ                                |
| 5      | 吹田市内線         | 吹田 | 10系統：JR吹田駅（南口）/吹田営業所前 | 一部便はJR吹田駅（南口）止まり                       |
| 5      | 吹田市内線         | 吹田 | 11系統：JR岸辺駅（北口）              |                                                      |
| 6      | 吹田市内線         | 吹田 | 2・3・5・8・9・10・11系統：桃山台駅   | 5番のりば発の各系統の反対方向の便（9系統は平日のみ） |

## その他
- 日本の駅ナンバリングで93が使われる駅はここと近鉄志摩線の賢島駅（三重県志摩市）だけである。賢島駅は近鉄で最大の駅ナンバリングであり、阪急以外で94以上を使う駅は存在しない。

## 隣の駅
阪急電鉄
■千里線
千里山駅 (HK-92) - 南千里駅 (HK-93) - 山田駅 (HK-94)

### 記事本文

### 利用状況
1. ↑  大阪府統計年鑑 - 大阪府
2. ↑  吹田市統計書

阪急電鉄
1. 1 2  駅別乗降人員
2. ↑  阪急電鉄. “駅別乗降人員 2007年平均（平日）〔1月～12月〕”. 2009年3月24日時点のオリジナルよりアーカイブ。2024年9月12日閲覧。
3. ↑  阪急電鉄. “駅別乗降人員 2008年平均（平日）〔1月～12月〕”. 2010年3月18日時点のオリジナルよりアーカイブ。2024年9月12日閲覧。
4. ↑  阪急電鉄. “駅別乗降人員 2009年平均（平日）〔1月～12月〕”. 2010年9月23日時点のオリジナルよりアーカイブ。2024年9月12日閲覧。
5. ↑  阪急電鉄. “駅別乗降人員 2010年平均（平日）〔1月～12月〕”. 2011年9月26日時点のオリジナルよりアーカイブ。2024年9月12日閲覧。
6. ↑  阪急電鉄. “駅別乗降人員 2011年平均（平日）〔1月～12月〕”. 2012年10月5日時点のオリジナルよりアーカイブ。2024年9月12日閲覧。
7. ↑  阪急電鉄. “駅別乗降人員 2012年平均（平日）〔1月～12月〕”. 2014年4月18日時点のオリジナルよりアーカイブ。2024年9月12日閲覧。
8. ↑  阪急電鉄. “駅別乗降人員 2013年平均（平日）〔1月～12月〕”. 2014年9月13日時点のオリジナルよりアーカイブ。2024年9月12日閲覧。
9. ↑  阪急電鉄. “駅別乗降人員 2014年平均（平日）〔1月～12月〕”. 2015年9月23日時点のオリジナルよりアーカイブ。2024年9月12日閲覧。
10. ↑  阪急電鉄. “駅別乗降人員 2015年平均（平日）〔1月～12月〕”. 2016年9月25日時点のオリジナルよりアーカイブ。2024年9月12日閲覧。
11. ↑  阪急電鉄. “駅別乗降人員 2016年平均(通年平均)〔1月～12月〕”. 2017年9月8日時点のオリジナルよりアーカイブ。2024年9月12日閲覧。
12. ↑  阪急電鉄. “駅別乗降人員（2017年 通年平均）”. 2018年9月17日時点のオリジナルよりアーカイブ。2024年9月12日閲覧。
13. ↑  阪急電鉄. “駅別乗車人員（2018年 通年平均）”. 2024年4月29日時点のオリジナルよりアーカイブ。2024年9月12日閲覧。
14. ↑  阪急電鉄. “駅別乗車人員（2019年 通年平均）”. 2024年4月29日時点のオリジナルよりアーカイブ。2024年9月12日閲覧。
15. ↑  阪急電鉄. “駅別乗車人員（2020年 通年平均）”. 2024年4月29日時点のオリジナルよりアーカイブ。2024年9月12日閲覧。
16. ↑  阪急電鉄. “駅別乗車人員（2021年 通年平均）”. 2024年4月29日時点のオリジナルよりアーカイブ。2024年9月12日閲覧。
17. ↑  阪急電鉄. “駅別乗車人員（2022年 通年平均）”. 2024年4月29日時点のオリジナルよりアーカイブ。2024年9月12日閲覧。
18. ↑  “駅別乗降人員2023｜路線・駅”.   阪急電鉄. 2025年8月4日閲覧。

大阪府統計年鑑
1. ↑  大阪府統計年鑑（昭和42年） (PDF)
2. ↑  大阪府統計年鑑（昭和43年） (PDF)
3. ↑  大阪府統計年鑑（昭和44年） (PDF)
4. ↑  大阪府統計年鑑（昭和45年） (PDF)
5. ↑  大阪府統計年鑑（昭和46年） (PDF)
6. ↑  大阪府統計年鑑（昭和47年） (PDF)
7. ↑  大阪府統計年鑑（昭和48年） (PDF)
8. ↑  大阪府統計年鑑（昭和49年） (PDF)
9. ↑  大阪府統計年鑑（昭和50年） (PDF)
10. ↑  大阪府統計年鑑（昭和51年） (PDF)
11. ↑  大阪府統計年鑑（昭和52年） (PDF)
12. ↑  大阪府統計年鑑（昭和53年） (PDF)
13. ↑  大阪府統計年鑑（昭和54年） (PDF)
14. ↑  大阪府統計年鑑（昭和55年） (PDF)
15. ↑  大阪府統計年鑑（昭和56年） (PDF)
16. ↑  大阪府統計年鑑（昭和57年） (PDF)
17. ↑  大阪府統計年鑑（昭和58年） (PDF)
18. ↑  大阪府統計年鑑（昭和59年） (PDF)
19. ↑  大阪府統計年鑑（昭和60年） (PDF)
20. ↑  大阪府統計年鑑（昭和61年） (PDF)
21. ↑  大阪府統計年鑑（昭和62年） (PDF)
22. ↑  大阪府統計年鑑（昭和63年） (PDF)
23. ↑  大阪府統計年鑑（平成元年） (PDF)
24. ↑  大阪府統計年鑑（平成2年） (PDF)
25. ↑  大阪府統計年鑑（平成3年） (PDF)
26. ↑  大阪府統計年鑑（平成4年） (PDF)
27. ↑  大阪府統計年鑑（平成5年） (PDF)
28. ↑  大阪府統計年鑑（平成6年） (PDF)
29. ↑  大阪府統計年鑑（平成7年） (PDF)
30. ↑  大阪府統計年鑑（平成8年） (PDF)
31. ↑  大阪府統計年鑑（平成9年） (PDF)
32. ↑  大阪府統計年鑑（平成10年） (PDF)
33. ↑  大阪府統計年鑑（平成11年） (PDF)
34. ↑  大阪府統計年鑑（平成12年） (PDF)
35. ↑  大阪府統計年鑑（平成13年） (PDF)
36. ↑  大阪府統計年鑑（平成14年） (PDF)
37. ↑  大阪府統計年鑑（平成15年） (PDF)
38. ↑  大阪府統計年鑑（平成16年） (PDF)
39. ↑  大阪府統計年鑑（平成17年） (PDF)
40. ↑  大阪府統計年鑑（平成18年） (PDF)
41. ↑  大阪府統計年鑑（平成19年） (PDF)
42. ↑  大阪府統計年鑑（平成20年） (PDF)
43. ↑  大阪府統計年鑑（平成21年） (PDF)
44. ↑  大阪府統計年鑑（平成22年） (PDF)
45. ↑  大阪府統計年鑑（平成23年） (PDF)
46. ↑  大阪府統計年鑑（平成24年） (PDF)
47. ↑  大阪府統計年鑑（平成25年） (PDF)
48. ↑  大阪府統計年鑑（平成26年） (PDF)
49. ↑  大阪府統計年鑑（平成27年） (PDF)
50. ↑  大阪府統計年鑑（平成28年） (PDF)
51. ↑  大阪府統計年鑑（平成29年） (PDF)
52. ↑  大阪府統計年鑑（平成30年） (PDF)
53. ↑  大阪府統計年鑑（令和元年） (PDF)
54. ↑  大阪府統計年鑑（令和2年） (PDF)
55. ↑  大阪府統計年鑑（令和3年） (PDF)
56. ↑  大阪府統計年鑑（令和4年） (PDF)
57. ↑  大阪府統計年鑑（令和5年） (PDF)
58. ↑  大阪府統計年鑑（令和6年） (PDF)

吹田市統計書
1. 1 2 3 4 5  平成15年版吹田市統計書
2. ↑  平成16年版吹田市統計書
3. ↑  平成17年版吹田市統計書
4. ↑  平成18年版吹田市統計書
5. ↑  平成19年版吹田市統計書
6. ↑  平成20年版吹田市統計書
7. ↑  平成21年版吹田市統計書
8. ↑  平成22年版吹田市統計書
9. ↑  平成23年版吹田市統計書
10. ↑  平成24年版吹田市統計書
11. ↑  平成25年版吹田市統計書
12. ↑  平成26年版吹田市統計書
13. ↑  平成27年版吹田市統計書
14. ↑  平成28年版吹田市統計書
15. ↑  平成29年版吹田市統計書
16. ↑  平成30年版吹田市統計書
17. ↑  令和元年版吹田市統計書
18. ↑  令和2年版吹田市統計書
19. ↑  令和3年版吹田市統計書
20. ↑  令和4年版吹田市統計書
21. ↑  令和5年版吹田市統計書
22. ↑  令和6年版吹田市統計書